# Viaducto ferroviario de Contreras
El viaducto ferroviario de Contreras se encuentra entre las provincias de Valencia y Cuenca y atraviesa el homónimo embalse de Contreras dentro de la Reserva de la Biosfera del Valle del Cabriel. Forma parte del tramo de alta velocidad Comunidad de Madrid-Castilla-La Mancha-Comunidad Valenciana. Hasta el 2016 ostentaba el récord de puente con el vano en arco de hormigón más largo de España y destaca por su esbeltez y su belleza visual. Ahora, el más grande es el viaducto del embalse de Alcántara, construido en 2019 para la línea de Alta Velocidad Madrid-Extremadura.
Fue proyectado por el ingeniero de caminos Javier Manterola Armisén y la dirección de obra fue del ingeniero de caminos Pablo Jiménez Guijarro, adscrito a ADIF.

## Características
Este puente construido en arco resiste grandes esfuerzos debido a su gran longitud y a su esbeltez, para construirlo ha sido necesario emplear un hormigón de alta resistencia cuya resistencia a compresión después de 28 días es de 70 MPa. Además el tablero tiene sección en cajón de hormigón y cuenta con una anchura de algo más de 14 metros. Está formado por 14 vanos de longitud variable. Los vanos de los extremos cuentan con una longitud de 36,2 metros mientras que los centrales miden 43,5 metros.

## Proceso constructivo
La principal dificultad en el proceso de construcción responde a las exigencias medioambientales dado que tenía presentada su solicitud como Reserva de la Biosfera del Valle del Cabriel para la Unesco. Los primeros tramos se han realizado utilizando un sistema de cimbra autolanzable con encofrado fijo y rellenándolos de hormigón, estos tramos corresponden a las bases de cada semiarco. El resto de los semiarcos se construyen mediante avance de carro de encofrado y se van sustentando provisionalmente mediante tirantes de acero que se sustentan a una estructura suplementaria de acero.
El arco central ha sido la parte más dificultosa del proyecto, como no se podía construir y colocar debido a su gran magnitud, su construcción ha avanzado en paralelo a la del tablero de modo que la construcción del tablero favorecía el avance del arco. Finalmente quedaba unir las dos mitades del puente, después de colocar la última parte que cerraba el arco se posibilitó la colocación de la última parte del tablero sobre él, con lo que terminó su construcción.

## Galería

El viaducto en construcción
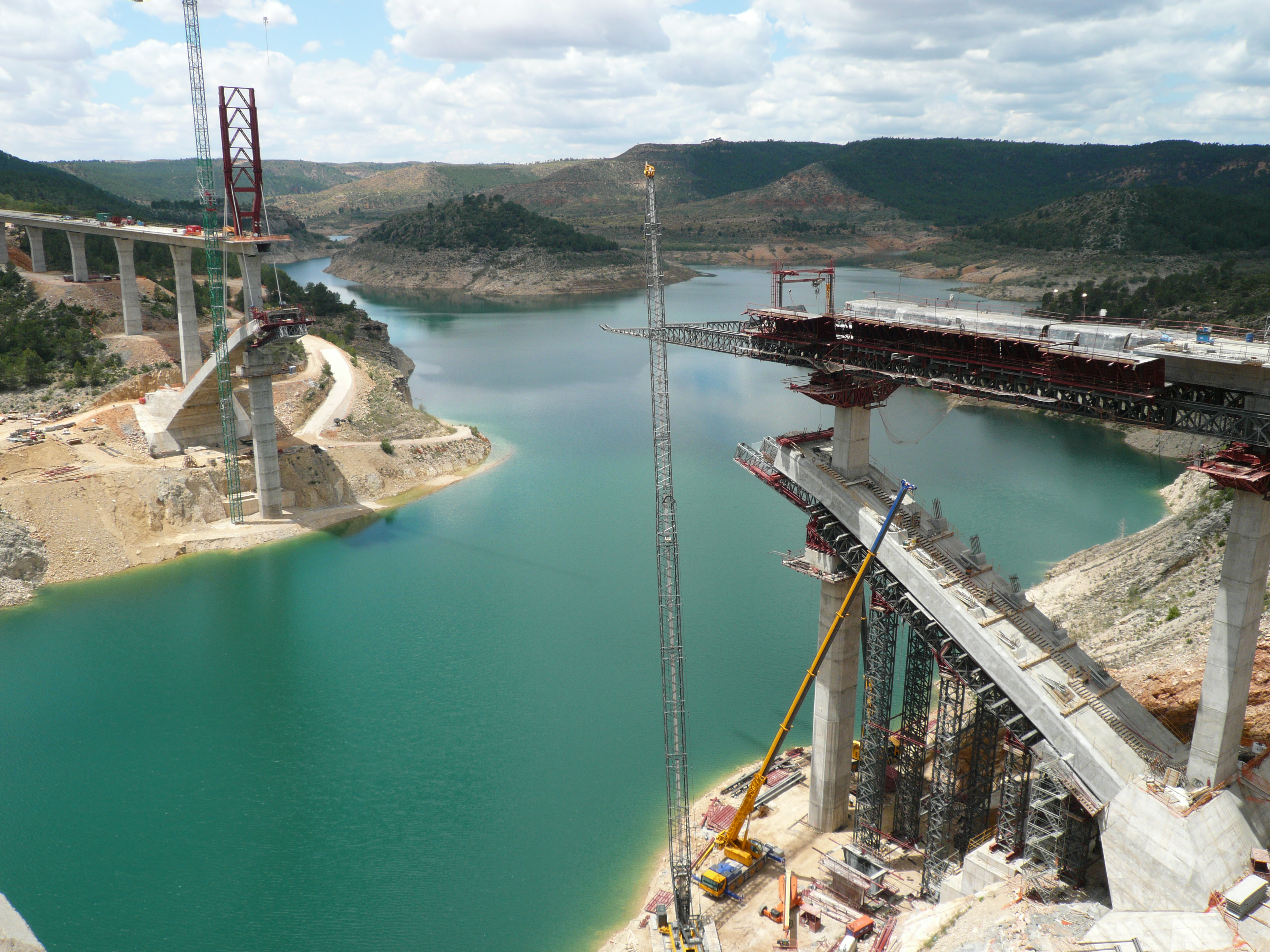
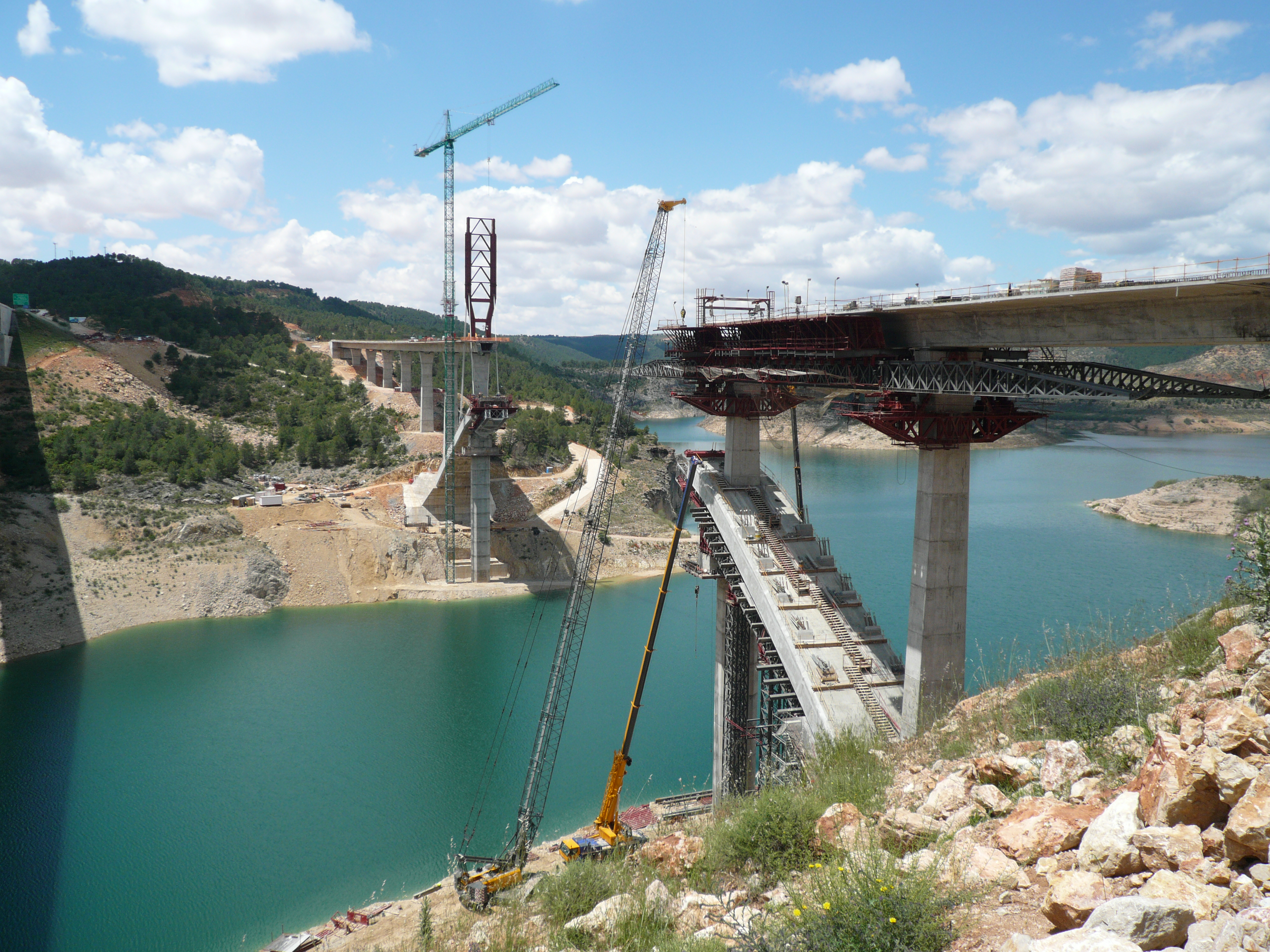
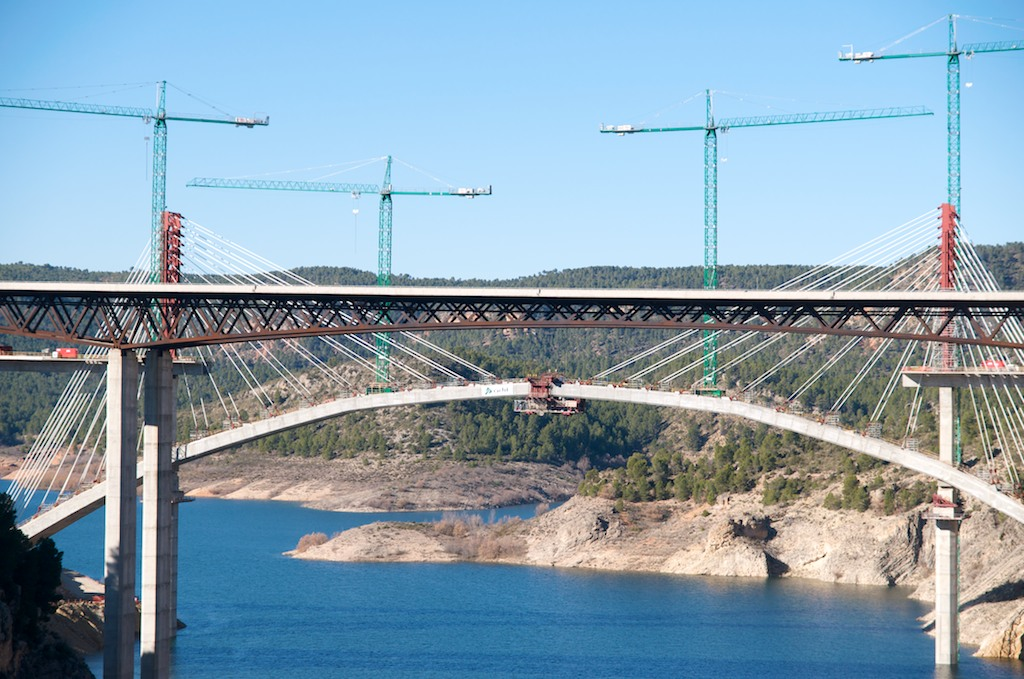
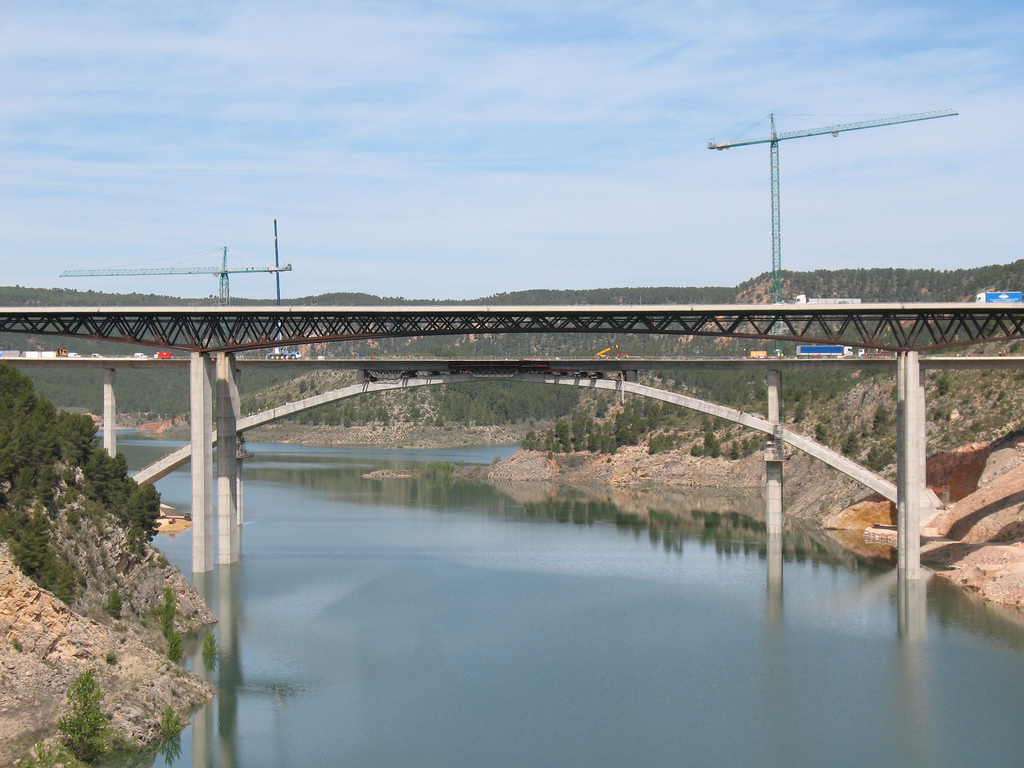

## Medioambiente
Al estar sobre un embalse y en un entorno de fauna y flora protegida se han debido tomar medidas de impacto ambiental oportunas. El sistema de construcción de cimbra autoportante tuvo como objetivo no afectar a las aguas que tenía debajo.

## Distinciones
Por su compleja construcción y su atractivo diseño este viaducto ha sido galardonado con el Premio Construmat 2011 de ingeniería civil. También obtuvo el XI Premio Internacional Puente de Alcántara.